# Xã Salt River, Quận Schuyler, Missouri
Xã Salt River (tiếng Anh: Salt River Township) là một xã thuộc quận Schuyler, tiểu bang Missouri, Hoa Kỳ. Năm 2010, dân số của xã này là 728 người.